# 瓦尔让
瓦尔让是巴西戈亚斯州的一个市镇。总面积519.029平方公里，总人口3589人，人口密度6.9人/平方公里。